# CONCACAF Gold Cup 1991
De CONCACAF Gold Cup 1991 was de eerste editie van de CONCACAF Gold Cup, het voetbal kampioenschap van Noord- en Centraal-Amerika (CONCACAF). Het toernooi werd gehouden in de Amerikaanse steden Los Angeles en Pasadena, Californië. De acht teams die meededen werden gesplitst in twee groepen van vier. De twee beste van elke groep ging naar de halve finales.

## Deelnemende landen
| Team                                                                      | Kwalificatie                             | Aantal deelnames                         |
| Titelhouder (CONCACAF Championship 1989)                                  | Titelhouder (CONCACAF Championship 1989) | Titelhouder (CONCACAF Championship 1989) |
| ------------------------------------------------------------------------- | ---------------------------------------- | ---------------------------------------- |
| Costa Rica                                                                | Winnaar                                  | 1de                                      |
| Noord-Amerikaanse zone                                                    |                                          |                                          |
| Verenigde Staten                                                          | Gastland                                 | 1ste                                     |
| Mexico                                                                    | Automatisch                              | 1ste                                     |
| Canada                                                                    | Automatisch                              | 1ste                                     |
| Caraïben gekwalificeerd na deelname aan de Caribbean Cup 1991             |                                          |                                          |
| Jamaica                                                                   | Winnaar                                  | 1ste                                     |
| Trinidad en Tobago                                                        | 2e plek                                  | 1ste                                     |
| Centraal-Amerika gekwalificeerd na deelname aan de UNCAF Nations Cup 1991 |                                          |                                          |
| Honduras                                                                  | Tweede                                   | 1ste                                     |
| Guatemala                                                                 | 3e plek                                  | 1ste                                     |

## Scheidsrechters
| Naam                 | Geboren           | Duels | Kreeg geel | Kreeg voor de tweede keer geel en dus rood | Weggestuurd |
| -------------------- | ----------------- | ----- | ---------- | ------------------------------------------ | ----------- |
| José Carlos Ortíz    |                   | 3     | 6          | 0                                          | 0           |
| Arturo Brizio Carter | 9 maart 1956      | 2     | 3          | 0                                          | 0           |
| Arlington Success    | 4 maart 1951      | 2     | 3          | 1                                          | 1           |
| Arturo Angeles       | 12 september 1953 | 2     | 3          | 0                                          | 1           |
| Errol Forbes         | 6 april 1948      | 2     | 1          | 0                                          | 0           |
| Ronald Gutiérrez     |                   | 1     | 4          | 0                                          | 0           |
| Jay Majid            |                   | 1     | 1          | 0                                          | 0           |
| Mike Seifert         |                   | 1     | 4          | 1                                          | 0           |
| José Antonio Garza   |                   | 1     | 1          | 0                                          | 0           |
| José Fuentes         |                   | 1     | 2          | 0                                          | 0           |
| Totaal               | Totaal            | 16    | 28         | 2                                          | 2           |

## Speelsteden
| Los Angeles                          | · Los Angeles Pasadena | · Los Angeles Pasadena | Pasadena                     |
| Memorial Coliseum Capaciteit: 93.607 | · Los Angeles Pasadena | · Los Angeles Pasadena | Rose Bowl Capaciteit: 92.542 |
|                                      | · Los Angeles Pasadena | · Los Angeles Pasadena |                              |

## Eerste ronde

### Groep A
| Land     | Wed | Win | Gel | Ver | DV | DT | +/− | Pnt |
| -------- | --- | --- | --- | --- | -- | -- | --- | --- |
| Honduras | 3   | 2   | 1   | 0   | 10 | 3  | 7   | 5   |
| Mexico   | 3   | 2   | 1   | 0   | 8  | 3  | 5   | 5   |
| Canada   | 3   | 1   | 0   | 2   | 6  | 9  | –3  | 2   |
| Jamaica  | 3   | 0   | 0   | 3   | 3  | 12 | –9  | 0   |

|                                 |                                     |       |                                                                                      | |
| 28 juni 1991 «onderlinge duels» | Canada                              | 2 – 4 | Honduras                                                                             | Memorial Coliseum, Los Angeles Toeschouwers: 35.000 Scheidsrechter: Arturo Angeles ( Verenigde Staten) |
| 28 juni 1991 «onderlinge duels» | Dale Mitchell 66' Dale Mitchell 72' |       | 28' (pen.) Eduardo Bennett 35' Juan Espinoza 44' Luis Cálix 51' Eugenio Dolmo Flores | Memorial Coliseum, Los Angeles Toeschouwers: 35.000 Scheidsrechter: Arturo Angeles ( Verenigde Staten) |

|                                 |                                                                                            |       |                   |                                                                                                  |
| 28 juni 1991 «onderlinge duels» | Mexico                                                                                     | 4 – 1 | Jamaica           | Memorial Coliseum, Los Angeles Toeschouwers: 35.000 Scheidsrechter: Arlington Success ( Antigua) |
| 28 juni 1991 «onderlinge duels» | Benjamín Galindo 28' (pen.) Zaguinho 39' Benjamín Galindo 55' (pen.) Carlos Hermosillo 59' |       | 39' Roderick Reid | Memorial Coliseum, Los Angeles Toeschouwers: 35.000 Scheidsrechter: Arlington Success ( Antigua) |

|                                 |                                                                                           |       |         | |
| 30 juni 1991 «onderlinge duels» | Honduras                                                                                  | 5 – 0 | Jamaica | Memorial Coliseum, Los Angeles Toeschouwers: 4.797 Scheidsrechter: Errol Forbes ( Trinidad en Tobago) |
| 30 juni 1991 «onderlinge duels» | Luis Cálix 28' Marco Anariba 32' Luis Cálix 51' Eduardo Bennett 69' Gilberto Yearwood 89' |       |         | Memorial Coliseum, Los Angeles Toeschouwers: 4.797 Scheidsrechter: Errol Forbes ( Trinidad en Tobago) |

|                                 |                  |       |                                                                              |                                                                                                   |
| 30 juni 1991 «onderlinge duels» | Canada           | 1 – 3 | Mexico                                                                       | Memorial Coliseum, Los Angeles Toeschouwers: 4.797 Scheidsrechter: Ronald Gutiérrez ( Costa Rica) |
| 30 juni 1991 «onderlinge duels» | Jamie Lowery 83' |       | 4' Carlos Hermosillo 40' José Manuel de la Torre 89' (pen.) Benjamín Galindo | Memorial Coliseum, Los Angeles Toeschouwers: 4.797 Scheidsrechter: Ronald Gutiérrez ( Costa Rica) |

|                                |                                     |       |                                                       | |
| 3 juli 1991 «onderlinge duels» | Jamaica                             | 2 – 3 | Canada                                                | Memorial Coliseum, Los Angeles Toeschouwers: 36.703 Scheidsrechter: José Carlos Ortíz ( El Salvador) |
| 3 juli 1991 «onderlinge duels» | Hector Wright 42' Roderick Reid 63' |       | 36' Dale Mitchell 54' Colin Miller 60' John Limniatis | Memorial Coliseum, Los Angeles Toeschouwers: 36.703 Scheidsrechter: José Carlos Ortíz ( El Salvador) |

|                                |                       |       |                   |                                                                                                   |
| 3 juli 1991 «onderlinge duels» | Mexico                | 1 – 1 | Honduras          | Memorial Coliseum, Los Angeles Toeschouwers: 36.703 Scheidsrechter: Jay Majid ( Verenigde Staten) |
| 3 juli 1991 «onderlinge duels» | Carlos Hermosillo 67' |       | 10' Marco Anariba | Memorial Coliseum, Los Angeles Toeschouwers: 36.703 Scheidsrechter: Jay Majid ( Verenigde Staten) |

### Groep B
| Land               | Wed | Win | Gel | Ver | DV | DT | +/− | Pnt |
| ------------------ | --- | --- | --- | --- | -- | -- | --- | --- |
| Verenigde Staten   | 3   | 3   | 0   | 0   | 8  | 3  | 5   | 6   |
| Costa Rica         | 3   | 1   | 0   | 2   | 5  | 5  | 0   | 2   |
| Trinidad en Tobago | 3   | 1   | 0   | 2   | 3  | 4  | –1  | 2   |
| Guatemala          | 3   | 1   | 0   | 2   | 1  | 5  | –4  | 2   |

|                                 |                                     |       |           |                                                                                 |
| 29 juni 1991 «onderlinge duels» | Costa Rica                          | 2 – 0 | Guatemala | Rose Bowl, Pasadena Toeschouwers: 18.435 Scheidsrechter: Mike Siefert ( Canada) |
| 29 juni 1991 «onderlinge duels» | Róger Gómez 14' Leonidas Flores 17' |       |           | Rose Bowl, Pasadena Toeschouwers: 18.435 Scheidsrechter: Mike Siefert ( Canada) |

|                                 |                                     |       |                   |                                                                                           |
| 29 juni 1991 «onderlinge duels» | Verenigde Staten                    | 2 – 1 | Trinidad en T.    | Rose Bowl, Pasadena Toeschouwers: 18.435 Scheidsrechter: José Carlos Ortíz ( El Salvador) |
| 29 juni 1991 «onderlinge duels» | Bruce Murray 85' Marcelo Balboa 87' |       | 67' Leonson Lewis | Rose Bowl, Pasadena Toeschouwers: 18.435 Scheidsrechter: José Carlos Ortíz ( El Salvador) |

|                                |                                    |       |                   |                                                                                      |
| 1 juli 1991 «onderlinge duels» | Trinidad en T.                     | 2 – 1 | Costa Rica        | Rose Bowl, Pasadena Toeschouwers: 6.344 Scheidsrechter: José Antonio Garza ( Mexico) |
| 1 juli 1991 «onderlinge duels» | Leonson Lewis 38' Alvin Thomas 89' |       | 6' Hernán Medford | Rose Bowl, Pasadena Toeschouwers: 6.344 Scheidsrechter: José Antonio Garza ( Mexico) |

|                                |                                                   |       |           |                                                                                      |
| 1 juli 1991 «onderlinge duels» | Verenigde Staten                                  | 3 – 0 | Guatemala | Rose Bowl, Pasadena Toeschouwers: 6.344 Scheidsrechter: Arlington Success ( Antigua) |
| 1 juli 1991 «onderlinge duels» | Bruce Murray 11' Brian Quinn 46' Eric Wynalda 52' |       |           | Rose Bowl, Pasadena Toeschouwers: 6.344 Scheidsrechter: Arlington Success ( Antigua) |

|                                |                |                |           |                                                                                              |
| 3 juli 1991 «onderlinge duels» | Trinidad en T. | 0 – 1          | Guatemala | Memorial Coliseum, Los Angeles Toeschouwers: 36.703 Scheidsrechter: José Fuentes ( Honduras) |
| 3 juli 1991 «onderlinge duels» |                | 89' Luis Espel |           | Memorial Coliseum, Los Angeles Toeschouwers: 36.703 Scheidsrechter: José Fuentes ( Honduras) |

|                                |                                                                  |       |                                           | |
| 3 juli 1991 «onderlinge duels» | Verenigde Staten                                                 | 3 – 2 | Costa Rica                                | Memorial Coliseum, Los Angeles Toeschouwers: 36.703 Scheidsrechter: Arturo Brizio Carter ( Mexico) |
| 3 juli 1991 «onderlinge duels» | Peter Vermes 6' Hugo Pérez 49' (pen.) Héctor Marchena 59' (e.d.) |       | 30' Juan Carlos Arguedas 33' Claudio Jara | Memorial Coliseum, Los Angeles Toeschouwers: 36.703 Scheidsrechter: Arturo Brizio Carter ( Mexico) |

## Knock-outfase
|  | halve finale         | halve finale         |       |                      | finale               | finale |
|  |                      |                      |       |                      |                      |        |
|  | 5 juli – Los Angeles |                      |       |                      |                      |        |
|  | Honduras             | 2                    |       |                      |                      |        |
|  | Costa Rica           | 0                    |       |                      |                      |        |
|  |                      |                      |       |                      |                      |        |
|  |                      |                      |       |                      | 7 juli – Los Angeles |        |
|  |                      |                      |       |                      | Honduras             | 0 (3)  |
|  |                      | Verenigde Staten     | 0 (4) |                      |                      |        |
|  |                      |                      |       |                      |                      |        |
|  |                      |                      |       |                      | derde plaats         |        |
|  | 5 juli – Los Angeles | 5 juli – Los Angeles |       | 7 juli – Los Angeles | 7 juli – Los Angeles |        |
|  | Verenigde Staten     | 2                    |       | Mexico               | 2                    |        |
|  | Mexico               | 0                    |       |                      | Costa Rica           | 0      |

### Halve finales
|                                |                                              |       |            | |
| 5 juli 1991 «onderlinge duels» | Honduras                                     | 2 – 0 | Costa Rica | Memorial Coliseum, Los Angeles Toeschouwers: 41.103 Scheidsrechter: Arturo Angeles ( Verenigde Staten) |
| 5 juli 1991 «onderlinge duels» | Eduardo Bennett 38' Eugenio Dolmo Flores 79' |       |            | Memorial Coliseum, Los Angeles Toeschouwers: 41.103 Scheidsrechter: Arturo Angeles ( Verenigde Staten) |

|                                |                                 |       |        | |
| 5 juli 1991 «onderlinge duels» | Verenigde Staten                | 2 – 0 | Mexico | Memorial Coliseum, Los Angeles Toeschouwers: 41.103 Scheidsrechter: José Carlos Ortíz ( El Salvador) |
| 5 juli 1991 «onderlinge duels» | John Doyle 48' Peter Vermes 64' |       |        | Memorial Coliseum, Los Angeles Toeschouwers: 41.103 Scheidsrechter: José Carlos Ortíz ( El Salvador) |

### Troostfinale
|                                |                                        |       |            | |
| 7 juli 1991 «onderlinge duels» | Mexico                                 | 2 – 0 | Costa Rica | Memorial Coliseum, Los Angeles Toeschouwers: 39.873 Scheidsrechter: Errol Forbes ( Trinidad en Tobago) |
| 7 juli 1991 «onderlinge duels» | Gonzalo Farfán 9' Benjamin Galindo 89' |       |            | Memorial Coliseum, Los Angeles Toeschouwers: 39.873 Scheidsrechter: Errol Forbes ( Trinidad en Tobago) |

### Finale
|                                | |            | | |
| 7 juli 1991 «onderlinge duels» | Verenigde Staten                                                                                           | 0 – 0 (nv) | Honduras | Memorial Coliseum, Los Angeles Toeschouwers: 39.873 Scheidsrechter: Arturo Brizio Carter ( Mexico) |
| 7 juli 1991 «onderlinge duels» | details |            | | Memorial Coliseum, Los Angeles Toeschouwers: 39.873 Scheidsrechter: Arturo Brizio Carter ( Mexico) |
| 7 juli 1991 «onderlinge duels» | Strafschoppen                                                                                              |            | | Memorial Coliseum, Los Angeles Toeschouwers: 39.873 Scheidsrechter: Arturo Brizio Carter ( Mexico) |
| 7 juli 1991 «onderlinge duels» | Marcelo Balboa Peter Vermes Hugo Pérez Paul Caligiuri Ted Eck Brian Quinn Dominic Kinnear Fernando Clavijo | 4 – 3      | Juan Francisco Castro Marco Anariba Gilberto Yearwood Eugenio Dolmo Flores Basilio Zapata Luis Cálix Luis Vallejo Juan Espinoza | Memorial Coliseum, Los Angeles Toeschouwers: 39.873 Scheidsrechter: Arturo Brizio Carter ( Mexico) |

| CONCACAF Gold Cup Winnaar 1991 |
| ------------------------------ |
| VERENIGDE STATEN 1ste titel    |

## Doelpuntenmakers
4 doelpunten
- Benjamin Galindo

3 doelpunten
- Dale Mitchell
- Eduardo Bennet
- Luis Cálix
- Carlos Hermosilo

2 doelpunten
- Marco Antonio Anariba
- Eugenio Dolmo Flores

- Roderick Reid
- Leonson Lewis

- Bruce Murray
- Peter Vermes

1 doelpunt
- John Limniatis
- Jamie Lowery
- Colin Miller
- Juan Carlos Arguedas
- Leonidas Flores
- Róger Gómez
- Claudio Jara

- Hernán Medford
- Luis Espel
- Juan Carlos Espinoza
- Gilberto Yearwood
- Héctor Wright
- Luis Roberto Alves
- Gonzalo Farfán

- José Manuel de la Torre
- Alvin Thomas
- Marcelo Balboa
- John Doyle
- Hugo Pérez
- Brian Quinn
- Eric Wynalda

Eigen doelpunt
- Héctor Marchena (tegen Verenigde Staten)